# 1727年イギリス総選挙
1727年イギリス総選挙（英語: British general election, 1727）は、第7期グレートブリテン議会の庶民院議員を選出するために行われた選挙。

## 選挙の形勢
グレートブリテン議会は1707年にイングランド議会とスコットランド議会が合同したときに成立し、1727年の選挙は国王ジョージ1世の死去に伴い行われた。当時は新王即位に伴い選挙を行うことが慣例となっていた。
野党のトーリー党は庶民院ではウィリアム・ウィンダムが率いており、全体では1715年ジャコバイト蜂起での役割を許されて1723年に帰国したボリングブルック子爵が率いていた。トーリー党は議席をさらに失い、ほとんど機能せず政治実務に無関係とまでなった。一方、ウィリアム・パルトニー率いるホイッグ党不満派はウォルポールがホイッグ党の原則をないがしろにしていると考え、愛国ホイッグ党を結成したが、ボリングブルックもパルトニーも七年議会法に基づき次の選挙が1729年に行われると予想したため、ほとんど準備しておらず議席を伸ばす機会を逃した。

## 区割り
グレートブリテン議会が存在した全期間を通して、区割りが変更されることはなかった。

## 選挙の日付
総選挙は1727年8月14日から10月17日まで行われた。この時代の選挙は全ての選挙区で同時に行われず、各バラや郡でバラバラに行われた（ハスティングも参照）。